# (4187) Shulnazaria
(4187) Shulnazaria es un asteroide perteneciente al cinturón de asteroides, descubierto el 11 de abril de 1978 por Nikolái Stepánovich Chernyj desde el Observatorio Astrofísico de Crimea (República de Crimea).

## Designación y nombre
Designado provisionalmente como 1978 GR3. Fue nombrado Shulnazaria en honor al astrónomo soviético ucraniano, Leonid Markovich Shulman y su esposa Galina Kirillovna Nazarĉuk.